# Dabeckskamp
Das Naturschutzgebiet Dabeckskamp ist mit einer Fläche von 1,63 ha das kleinste Naturschutzgebiet auf dem Gebiet der kreisfreien Stadt Münster in Nordrhein-Westfalen.
Das Gebiet erstreckt sich südöstlich der Kernstadt Münster und nordöstlich von Wolbeck, einem Stadtteil von Münster. Nördlich verläuft die Landesstraße L 793, südlich fließt die Angel. Nordöstlich erstreckt sich das 33,9 ha große Naturschutzgebiet Boltenmoor auf dem Gebiet der Stadt Greven im Kreis Steinfurt.

## Bedeutung
Für Münster ist seit 1980 ein 1,63 ha großes Gebiet unter der Kenn-Nummer MS-003 als Naturschutzgebiet ausgewiesen. Das Gebiet wurde unter Schutz gestellt 
- zur Erhaltung und Wiederherstellung eines ausgewogenen Naturhaushaltes
- zur Bewahrung von Lebensstätten bestimmter Tiere und Pflanzen
- zur Erhaltung floristischen Artenbestandes, vor allem der Großseggenrieder und Kleinröhrichtvegetation.